# Sacha Pecaric
Sacha Pecaric (ur. 1965 w Rijece) – rabin, filozof i wydawca klasycznych tekstów żydowskich.
Po studiach w Pradze kontynuował studia na wydziale rabinicznym Yeshiva University (Isaac Elchanan Theological Seminary przy Yeshiva University w Nowym Jorku, gdzie uzyskał ortodoksyjną smichę rabinacką) i wydziale filozofii Columbia University (studia magisterskie) i Uniwersytecie Karola (doktorat). W latach 1997–2004 mieszkał w Krakowie, gdzie kierował oddziałem Fundacji Ronalda S. Laudera, która realizowała cele edukacyjne wobec miejscowej społeczności żydowskiej, a także wobec wszystkich zainteresowanych wiedzą z zakresu judaizmu. Prowadził intensywne studia talmudyczne dla krakowskiej społeczności w Jesziwie Pardes Lauder.
Obecnie Pecaric mieszka w Teaneck pod Nowym Jorkiem, jednak w dalszym ciągu zajmuje się wykładami i działalnością wydawniczą w Polsce.
W kwietniu 2011 z inicjatywy Sachy Pecaricia powstała wirtualna Jesziwa Pardes, która prowadzi cotygodniowe wykłady nt. judaizmu i pogłębione studium Talmudu.

## Publikacje
Pecaric założył żydowskie wydawnictwo Pardes Lauder (obecnie Stowarzyszenie Pardes) publikujące książki o tematyce religijnej, płyty z wykładami, plakaty. Dotychczas ukazało się ponad 20 pozycji książkowych, w tym modlitewnik żydowski, Hagada na Pesach i Bramy Halachy - Religijne Prawo Żydowskie.
Pecaric jest redaktorem i współautorem pierwszego po wojnie przekładu Tory z języka hebrajskiego na polski dokonanego przez tłumacza żydowskiego. Ukazały się już wszystkie tomy: Bereszit (Księga Rodzaju, 2001), Szemot (Księga Wyjścia, 2003), Wajikra (Księga Kapłańska, 2005), Bemidbar (Księga Liczb, 2005) i Dewarim (Księga Powtórzonego Prawa, 2006).
W roku 2011 ukazała się książka "Czy Torę można czytać po polsku?", stanowiąca zapis rozmowy przeprowadzonej przez Pawła Jędrzejewskiego z rabinem Pecaricem na temat pierwszego w historii tłumaczenia Tory na język polski dokonanego tradycyjną metodą targumu.
- Chamisza Chumsze Tora - Chumasz Pardes Lauder : przekład Pięcioksięgu z języka hebrajskiego z uwzględnieniem Tory Ustnej opatrzony wyborem komentarzy Rabinów oraz hebrajski tekst komentarza Rasziego i Haftary z błogosławieństwami. Ks. 1, Bereszit. Sacha Pecaric (przekład); Ewa Gordon (współpr. przy tł. ). Wyd. 6. Kraków: Stowarzyszenie Pardes (Fundacja Ronalda S. Laudera), 2012. Brak numerów stron w książce
- Hagada Pardes Lauder i Pieśń nad Pieśniami. Sacha Pecaric (oprac. tłumaczeń, red. ), Maciej Tomal i inni (przekład). Wyd. 2 (poprawione). Kraków: The Ronald S. Lauder Foundation, Stowarzyszenie Pardes, 2002, s. 340. ISBN 83-916966-0-X.